# Jacob Davenport
Jacob Alexander Davenport (Manchester, 28 dicembre 1998) è un calciatore inglese, centrocampista del Derry City.

## Carriera
Cresciuto nel settore giovanile del Manchester City, nel gennaio 2018 viene ceduto in prestito al Burton Albion fino al termine della stagione; debutta fra i professionisti il 3 febbraio nel match di Championship perso 3-2 contro l'Aston Villa.
L'8 luglio seguente passa a titolo definitivo al Blackburn, con cui firma un quadriennale.
Nell'estate del 2024 va a giocare nella prima divisione irlandese al Derry City.

## Statistiche

### Presenze e reti nei club
Statistiche aggiornate al 20 novembre 2021.
| Stagione        | Squadra         | Campionato      | Campionato | Campionato | Coppe nazionali | Coppe nazionali | Coppe nazionali | Coppe continentali | Coppe continentali | Coppe continentali | Altre coppe | Altre coppe | Altre coppe | Totale | Totale |
| Stagione        | Squadra         | Comp            | Pres       | Reti       | Comp            | Pres            | Reti            | Comp               | Pres               | Reti               | Comp        | Pres        | Reti        | Pres   | Reti   |
| --------------- | --------------- | --------------- | ---------- | ---------- | --------------- | --------------- | --------------- | ------------------ | ------------------ | ------------------ | ----------- | ----------- | ----------- | ------ | ------ |
| 2017-2018       | Burton Albion   | FLC             | 17         | 1          | FACup+CdL       | 0               | 0               |                    | -                  | -                  |             | -           | -           | 17     | 1      |
| 2018-2019       | Blackburn       | FLC             | 1          | 0          | FACup+CdL       | 0               | 0               |                    | -                  | -                  |             | -           | -           | 1      | 0      |
| 2019-2020       | Blackburn       | FLC             | 9          | 0          | FACup+CdL       | 0               | 0               |                    | -                  | -                  |             | -           | -           | 9      | 0      |
| 2020-2021       | Blackburn       | FLC             | 15         | 1          | FACup+CdL       | 1+0             | 0               |                    | -                  | -                  |             | -           | -           | 16     | 1      |
| 2021-2022       | Blackburn       | FLC             | 8          | 0          | FACup+CdL       | 0+1             | 0               |                    | -                  | -                  |             | -           | -           | 9      | 0      |
| Totale carriera | Totale carriera | Totale carriera | 50         | 2          |                 | 2               | 0               |                    | -                  | -                  |             | -           | -           | 52     | 2      |